# I liga argentyńska w piłce nożnej (1944)
Mistrzem Argentyny w roku 1944 został klub Boca Juniors, a wicemistrzem Argentyny klub River Plate.
Do drugiej ligi spadł ostatni w tabeli klub CA Banfield. Na jego miejsce awansował z drugiej ligi klub Gimnasia y Esgrima La Plata.

## Primera División

### Kolejka 1
| Data             | Mecz |
| ---------------- | --- |
| 16 kwietnia 1944 | Atlanta Buenos Aires – CA Vélez Sarsfield 1:0 Pacheco |
| 16 kwietnia 1944 | Boca Juniors – Ferro Carril Oeste 5:0 Alberto Lijé, Enrique Castro (2), Jaime Sarlanga (2)                                                                                           |
| 16 kwietnia 1944 | Estudiantes La Plata – Chacarita Juniors 1:0 Julio Gagliardo |
| 16 kwietnia 1944 | CA Huracán – San Lorenzo de Almagro 5:1 Juan C. Salvini (3, 1k), Emilio Baldonedo, Rubén Banchero - Francisco de la Mata mecz rozegrany został na stadionie klubu Ferro Carril Oeste |
| 16 kwietnia 1944 | Independiente – River Plate 2:2 Norberto Pairoux (2) - Félix Loustau k, José M. Moreno                                                                                               |
| 16 kwietnia 1944 | Club Atlético Lanús – Rosario Central 0:2 Rubén Marracino (2) |
| 16 kwietnia 1944 | Newell’s Old Boys – CA Banfield 3:0 Raúl Micci, Humberto Fiore, René Pontoni |
| 16 kwietnia 1944 | CA Platense – Racing Club de Avellaneda 2:1 José Canteli, Roberto Torielli - Eduardo J. Martínez                                                                                     |

### Kolejka 2
| Data             | Mecz |
| ---------------- | --- |
| 25 kwietnia 1944 | CA Banfield – Independiente 0:1 Bienvenido Paranza mecz rozegrany został na stadionie klubu Lanús                                 |
| 25 kwietnia 1944 | Chacarita Juniors – Boca Juniors 0:2 Pio Corcuera, Jaime Sarlanga                                                                 |
| 25 kwietnia 1944 | Ferro Carril Oeste – CA Platense 3:2 Delfín Benítez Cáceres, Rodolfo Danza (2, 1k) - Raúl Frutos k, Roberto Torielli              |
| 25 kwietnia 1944 | Newell’s Old Boys – Club Atlético Lanús 4:1 René Pontoni (3), Raúl Micci - Dardo Ledesma                                          |
| 25 kwietnia 1944 | Racing Club de Avellaneda – Rosario Central 3:1 José Figueroa, Félix Díaz, Roberto D’Alessandro - Waldino Aguirre                 |
| 25 kwietnia 1944 | River Plate – CA Huracán 5:3 Ángel Labruna (3), Adolfo Pedernera, Alberto Gallo - Norberto Méndez, Atilio Mellone, Manuel Giúdice |
| 25 kwietnia 1944 | San Lorenzo de Almagro – Atlanta Buenos Aires 2:1 Tomás Etchepare, Rinaldo Martino - Luciano Agnolín                              |
| 25 kwietnia 1944 | CA Vélez Sarsfield – Estudiantes La Plata 2:0 Salvador Di Bella, Marco Aurelio                                                    |

### Kolejka 3
| Data             | Mecz |
| ---------------- | --- |
| 30 kwietnia 1944 | Atlanta Buenos Aires – River Plate 1:3 Vitantonio - Félix Loustau, Ángel Labruna, Alberto Gallo mecz rozegrany został na stadionie klubu San Lorenzo de Almagro                                                     |
| 30 kwietnia 1944 | Boca Juniors – CA Vélez Sarsfield 4:1 Mariano Sánchez, Jaime Sarlanga, Severino Varela (2, 1k) - Juan J. Ferraro k                                                                                                  |
| 30 kwietnia 1944 | Estudiantes La Plata – San Lorenzo de Almagro 2:0 Rogelio Barza, Julio Gagliardo |
| 30 kwietnia 1944 | CA Huracán – CA Banfield 6:3 Plácido Rodríguez, Llamil Simes, Manuel Giúdice, Nlorberto Méndez, Atilio Mellone (2) - Armando Farro, Eduardo Silvera (2) mecz rozegrany został na stadionie klubu Ferro Carril Oeste |
| 30 kwietnia 1944 | Independiente – Newell’s Old Boys 4:1 Norberto Pairoux (3), Juan J. Maril - Ángel Perucca |
| 30 kwietnia 1944 | Club Atlético Lanús – Racing Club de Avellaneda 1:0 José Rosendo |
| 30 kwietnia 1944 | CA Platense – Chacarita Juniors 4:0 Raúl Frutos, Roberto Torielli, Francisco Dorado, José Canteli |
| 30 kwietnia 1944 | Rosario Central – Ferro Carril Oeste 1:0 Rubén Bravo |

### Kolejka 4
| Data        | Mecz |
| ----------- | --- |
| 7 maja 1944 | CA Banfield – Atlanta Buenos Aires 2:3 Salvador Laporta, Eduardo Silvera - Luciano Agnolín (2), Enrique Espinosa mecz rozegrany został na stadionie klubu Lanús |
| 7 maja 1944 | Chacarita Juniors – Rosario Central 2:1 Octavio Caserio, Juan C. Lorenzo - Ernesto Vidal                                                                        |
| 7 maja 1944 | Ferro Carril Oeste – Racing Club de Avellaneda 2:2 Rodolfo Danza, Bernardo Gandulla - Roberto D’Alessandro, José Barreiro                                       |
| 7 maja 1944 | Independiente – Club Atlético Lanús 1:1 Norberto Pairoux - Luis Arrieta k                                                                                       |
| 7 maja 1944 | Newell’s Old Boys – CA Huracán 5:1 Carlos Cirico (3), Humberto Fiore, René Pontoni - Juan C. Salvini k                                                          |
| 7 maja 1944 | River Plate – Estudiantes La Plata 4:1 Ángel Labruna (2), Juan C. Muñoz, Félix Loustau k - Alfredo Guerini                                                      |
| 7 maja 1944 | San Lorenzo de Almagro – Boca Juniors 2:1 Rinaldo Martino, Emilio Fizel - Severino Varela                                                                       |
| 7 maja 1944 | CA Vélez Sarsfield – CA Platense 1:1 Blas Angrisano k - Raúl Frutos k                                                                                           |

### Kolejka 5
| Data         | Mecz |
| ------------ | --- |
| 14 maja 1944 | Atlanta Buenos Aires – Newell’s Old Boys 1:1 Turello - Juan C. Cámer |
| 14 maja 1944 | Boca Juniors – River Plate 1:1 Severino Varela - Adolfo Pedernera |
| 14 maja 1944 | Estudiantes La Plata – CA Banfield 3:0 Rogelio Barza (2), Alfredo Guerini |
| 14 maja 1944 | CA Huracán – Independiente 3:4 Juan C. Salvini k, Atilio Mellone, Plácido Rodríguez - Vicente de la Mata, Norberto Pairoux, Arsenio Erico, Juan J. Maril mecz rozegrany został na stadionie klubu Ferro Carril Oeste |
| 14 maja 1944 | Club Atlético Lanús – Ferro Carril Oeste 2:2 Armando Díaz, Luis Arrieta - Ángel Laferrara, Bernardo Gandulla |
| 14 maja 1944 | CA Platense – San Lorenzo de Almagro 0:4 Jorge Enrico, Rinaldo Martino, Emilio Fizel, Roberto Alarcón |
| 14 maja 1944 | Racing Club de Avellaneda – Chacarita Juniors 3:2 Roberto D’Alessandro (3, 1k) - Enrique Martegani, Mario Sierro |
| 14 maja 1944 | Rosario Central – CA Vélez Sarsfield 0:0 |

### Kolejka 6
| Data         | Mecz |
| ------------ | --- |
| 21 maja 1944 | CA Banfield – Boca Juniors 1:1 Mario Tosoni - Raúl Valsecchi |
| 21 maja 1944 | Chacarita Juniors – Ferro Carril Oeste 4:2 Juan C. Lorenzo, Mario Sierro, Enrique Martegani (2) - Joaquín Corvetto (2, 1k)                                                              |
| 21 maja 1944 | CA Huracán – Club Atlético Lanús 5:2 Juan C. Salvini (2), Pedro Salazar s, Atilio Mellone (2) - Dardo Ledesma, Luis Arrieta mecz rozegrany został na stadionie klubu Ferro Carril Oeste |
| 21 maja 1944 | Independiente – Atlanta Buenos Aires 0:0 |
| 21 maja 1944 | Newell’s Old Boys – Estudiantes La Plata 2:2 Juan S. Ferreyra, Carlos Cirico - Juan J. Negri (2)                                                                                        |
| 21 maja 1944 | River Plate – CA Platense 2:1 Ángel Labruna (2) - Luis M. Rongo |
| 21 maja 1944 | San Lorenzo de Almagro – Rosario Central 6:1 Juan C. Heredia, Rinaldo Martino (3), Roberto Alarcón, Emilio Fizel - Antonio Funes                                                        |
| 21 maja 1944 | CA Vélez Sarsfield – Racing Club de Avellaneda 1:0 Juan J. Ferraro mecz rozegrany został na stadionie klubu Boca Juniors                                                                |

### Kolejka 7
| Data         | Mecz |
| ------------ | --- |
| 28 maja 1944 | Atlanta Buenos Aires – CA Huracán 2:1 Francisco Rodríguez, Julio Rosell - Manuel Giúdice                                                  |
| 28 maja 1944 | Boca Juniors – Newell’s Old Boys 3:1 Ricardo Rodríguez (3) - René Pontoni                                                                 |
| 28 maja 1944 | Estudiantes La Plata – Independiente 2:2 Julio Gagliardo, Manuel Pelegrina - Fernando Walter (2)                                          |
| 28 maja 1944 | Ferro Carril Oeste – CA Vélez Sarsfield 0:2 Eduardo Heisecke (2)                                                                          |
| 28 maja 1944 | Club Atlético Lanús – Chacarita Juniors 0:0                                                                                               |
| 28 maja 1944 | CA Platense – CA Banfield 3:3 Luis M. Rongo, Raúl Frutos, Eduardo Ricagni - Miguel Puertas, Castagnino, Salvador Laporta                  |
| 28 maja 1944 | Racing Club de Avellaneda – San Lorenzo de Almagro 4:4 Félix Díaz (3), José Barreiro - Emilio Fizel, Roberto Alarcón (2), Rinaldo Martino |
| 28 maja 1944 | Rosario Central – River Plate 1:1 Antonio Funes - Ángel Labruna                                                                           |

### Kolejka 8
| Data           | Mecz |
| -------------- | --- |
| 4 czerwca 1944 | Atlanta Buenos Aires – Club Atlético Lanús 1:3 Luciano Agnolín - Isidoro Orleans (2), Oscar Contreras                |
| 4 czerwca 1944 | CA Banfield – Rosario Central 1:3 F. De Sanctis k - Rubén Bravo (3)                                                  |
| 4 czerwca 1944 | CA Huracán – Estudiantes La Plata 0:0 mecz rozegrany został na stadionie klubu Ferro Carril Oeste                    |
| 4 czerwca 1944 | Independiente – Boca Juniors 4:0 Bienvenido Paranza, Fernando Walter, Arsenio Erico, Juan J. Maril                   |
| 4 czerwca 1944 | Newell’s Old Boys – CA Platense 4:0 Humberto Fiore (2), René Pontoni (2)                                             |
| 4 czerwca 1944 | River Plate – Racing Club de Avellaneda 5:1 Ángel Labruna (4), José M. Moreno - Roberto D’Alessandro                 |
| 4 czerwca 1944 | San Lorenzo de Almagro – Ferro Carril Oeste 4:1 Emilio Fizel (2), Rinaldo Martino, Roberto Alarcón - Ángel Laferrara |
| 4 czerwca 1944 | CA Vélez Sarsfield – Chacarita Juniors 3:0 Eduardo Heisecke, Juan J. Ferraro (2)                                     |

### Kolejka 9
| Data            | Mecz |
| --------------- | --- |
| 11 czerwca 1944 | Boca Juniors – CA Huracán 5:2 Pio Corcuera, Mario Boyé (2), Ricardo Rodríguez, Raúl Valsecchi - Atilio Mellone, Norberto Méndez |
| 11 czerwca 1944 | Chacarita Juniors – San Lorenzo de Almagro 1:4 Enrique Martegani - Rinaldo Martino (2, 1k), Emilio Fizel (2)                    |
| 11 czerwca 1944 | Estudiantes La Plata – Atlanta Buenos Aires 3:1 Ricardo Infante, Julio Gagliardo, Manuel Pelegrina - Vicente Zito               |
| 11 czerwca 1944 | Ferro Carril Oeste – River Plate 1:1 José A. Lazcano - Miguel A. Garavano s                                                     |
| 11 czerwca 1944 | Club Atlético Lanús – CA Vélez Sarsfield 3:1 José Rosendo, Oscar Contreras, Ezequiel Reynoso - Marco Aurelio                    |
| 11 czerwca 1944 | CA Platense – Independiente 1:2 Roberto Torielli - Juan J. Maril, Fernando Walter                                               |
| 11 czerwca 1944 | Racing Club de Avellaneda – CA Banfield 1:3 José M. Fracuelli - Armando Farro, Salvador Álvarez, José Laurido                   |
| 11 czerwca 1944 | Rosario Central – Newell’s Old Boys 1:3 Antonio Funes k - Juan S. Ferreyra k, Carlos Cirico, Humberto Fiore                     |

### Kolejka 10
| Data            | Mecz |
| --------------- | --- |
| 18 czerwca 1944 | Atlanta Buenos Aires – Boca Juniors 1:3 José Liztherman - Pio Corcuera (2), Mario Boyé mecz rozegrany został na stadionie klubu Chacarita Juniors                                                    |
| 18 czerwca 1944 | CA Banfield – Ferro Carril Oeste 4:1 Salvador Laporta, Eduardo Silvera, Héctor Gualdone (2, 1k) - Delfín Benítez Cáceres                                                                             |
| 18 czerwca 1944 | Estudiantes La Plata – Club Atlético Lanús 1:2 Manuel Pelegrina - Isidoro Orleans (2) |
| 18 czerwca 1944 | CA Huracán – CA Platense 5:5 Atilio Mellone (3), Juan C. Salvini, Emilio Baldonedo - Raúl Frutos (2), Eduardo Ricagni (2), Alberto Belén mecz rozegrany został na stadionie klubu Ferro Carril Oeste |
| 18 czerwca 1944 | Independiente – Rosario Central 0:2 Rubén Bravo, Alfredo Fogel |
| 18 czerwca 1944 | Newell’s Old Boys – Racing Club de Avellaneda 1:1 Juan S. Ferreyra - Félix Díaz k |
| 18 czerwca 1944 | River Plate – Chacarita Juniors 1:0 José M. Moreno |
| 18 czerwca 1944 | San Lorenzo de Almagro – CA Vélez Sarsfield 2:0 Emilio Fizel, Rinaldo Martino |

### Kolejka 11
| Data            | Mecz |
| --------------- | --- |
| 25 czerwca 1944 | Boca Juniors – Estudiantes La Plata 4:2 Pio Corcuera, Severino Varela k, José M. Marante (2) - Julián Gutiérrez, Juan J. Negri           |
| 25 czerwca 1944 | Chacarita Juniors – CA Banfield 4:1 José Díaz (2, 1k), Octavio Caserio, Juan C. Lorenzo - Victorio Adamo                                 |
| 25 czerwca 1944 | Ferro Carril Oeste – Newell’s Old Boys 4:4 Joaquín Corvetto (2), Bernardo Gandulla (2) - Carlos Cirico, René Pontoni (2), Nicolás Bustos |
| 25 czerwca 1944 | Club Atlético Lanús – San Lorenzo de Almagro 2:1 Isidoro Orleans, Ezequiel Reynoso - Rinaldo Martino                                     |
| 25 czerwca 1944 | CA Platense – Atlanta Buenos Aires 0:4 Francisco Rodríguez, José Liztherman (2), Manuel A. Fernández                                     |
| 25 czerwca 1944 | Racing Club de Avellaneda – Independiente 4:2 Hugo Reyes (3), Roberto D’Alessandro - Bienvenido Paranza, Arsenio Erico                   |
| 25 czerwca 1944 | Rosario Central – CA Huracán 2:2 Rubén Marracino, Ángel De Cicco - Emilio Baldonedo (2)                                                  |
| 25 czerwca 1944 | CA Vélez Sarsfield – River Plate 1:2 Juan J. Ferraro - Félix Loustau, José M. Moreno                                                     |

### Kolejka 12
| Data         | Mecz |
| ------------ | --- |
| 2 lipca 1944 | Atlanta Buenos Aires – Rosario Central 3:2 Rogelio Ortiz, José Liztherman, Pascual Bertarelli - Rubén Bravo (2)                                             |
| 2 lipca 1944 | CA Banfield – CA Vélez Sarsfield 1:1 Salvador Laporta - Isaac Scliar                                                                                        |
| 2 lipca 1944 | Boca Juniors – Club Atlético Lanús 2:2 Severino Varela k, Pio Corcuera - Luis Arrieta (2)                                                                   |
| 2 lipca 1944 | Estudiantes La Plata – CA Platense 3:2 Juan J. Negri, Ricardo Infante, Julio Gagliardo - Luis M. Rongo, Juan S. Prado                                       |
| 2 lipca 1944 | CA Huracán – Racing Club de Avellaneda 4:0 Atilio Mellone, Norberto Méndez, Juan C. Salvini (2) mecz rozegrany został na stadionie klubu Ferro Carril Oeste |
| 2 lipca 1944 | Independiente – Ferro Carril Oeste 0:1 Juan C. Latorre |
| 2 lipca 1944 | Newell’s Old Boys – Chacarita Juniors 2:1 Carlos Cirico, Humberto Fiore - Rafael Franco                                                                     |
| 2 lipca 1944 | River Plate – San Lorenzo de Almagro 2:1 Ángel Labruna, Adolfo Pedernera                                                                                    |

### Kolejka 13
| Data          | Mecz |
| ------------- | --- |
| 16 lipca 1944 | Chacarita Juniors – Independiente 2:2 Octavio Caserio, Rafael Franco - Fernando Walter (2)                                |
| 16 lipca 1944 | Ferro Carril Oeste – CA Huracán 0:1 Norberto Méndez                                                                       |
| 16 lipca 1944 | Club Atlético Lanús – River Plate 0:0                                                                                     |
| 16 lipca 1944 | CA Platense – Boca Juniors 2:4 Luis M. Rongo, José N. Toledo - Severino Varela (3, 1k), Mario Boyé                        |
| 16 lipca 1944 | Racing Club de Avellaneda – Atlanta Buenos Aires 5:0 José Barreiro, Ezra Sued, Roberto D’Alessandro (3)                   |
| 16 lipca 1944 | Rosario Central – Estudiantes La Plata 1:2 Benjamín Santos - Manuel Pelegrina, Fortunato Desagastizábal                   |
| 16 lipca 1944 | San Lorenzo de Almagro – CA Banfield 3:3 Emilio Fizel, Roberto Alarcón, Rinaldo Martino - Armando Farro (2), Mario Tosoni |
| 16 lipca 1944 | CA Vélez Sarsfield – Newell’s Old Boys 3:1 Juan J. Ferraro, Blas Angrisano k, Isaac Scliar - Juan S. Ferreyra             |

### Kolejka 14
| Data          | Mecz |
| ------------- | --- |
| 22 lipca 1944 | Newell’s Old Boys – San Lorenzo de Almagro 1:3 Juan S. Ferreyra k - Rinaldo Martino, Emilio Fizel, Francisco de la Mata                                                         |
| 23 lipca 1944 | Atlanta Buenos Aires – Ferro Carril Oeste 2:2 Manuel A. Fernández, Francisco Rodríguez - Delfín Benítez Cáceres, Juan C. Latorre                                                |
| 23 lipca 1944 | CA Banfield – River Plate 0:3 Aristóbulo Deambrosi, Joaquín Martínez, Eusebio Videla                                                                                            |
| 23 lipca 1944 | Boca Juniors – Rosario Central 3:2 Severino Varela, Pio Corcuera, Mario Boyé - Rubén Marracino, Rubén Bravo                                                                     |
| 23 lipca 1944 | Estudiantes La Plata – Racing Club de Avellaneda 4:0 Fortunato Desagastizábal, Manuel Pelegrina, Ricardo Infante (2)                                                            |
| 23 lipca 1944 | CA Huracán – Chacarita Juniors 4:1 Jorge Alberti, Atilio Mellone, Norberto Méndez, Emilio Baldonedo - Luis Lanchini mecz rozegrany został na stadionie klubu Ferro Carril Oeste |
| 23 lipca 1944 | Independiente – CA Vélez Sarsfield 1:1 Juan J. Maril - Osvaldo Bottini |
| 23 lipca 1944 | CA Platense – Club Atlético Lanús 5:2 Juan S. Prado (3), Eduardo Ricagni, Luis M. Rongo - Isidoro Orleans, Oscar Contreras                                                      |

### Kolejka 15
| Data          | Mecz |
| ------------- | --- |
| 30 lipca 1944 | Chacarita Juniors – Atlanta Buenos Aires 2:2 Octavio Caserio (2) - Turello (2)                                                |
| 30 lipca 1944 | Ferro Carril Oeste – Estudiantes La Plata 2:2 Joaquín Corvetto k, Juan C. Latorre - Fortunato Desagastizábal, Ricardo Infante |
| 30 lipca 1944 | Club Atlético Lanús – CA Banfield 1:1 Ezequiel Reynoso - José Laurido                                                         |
| 30 lipca 1944 | Racing Club de Avellaneda – Boca Juniors 1:1 José Barreiro - Alberto Lijé                                                     |
| 30 lipca 1944 | River Plate – Newell’s Old Boys 1:0 Joaquín Martínez                                                                          |
| 30 lipca 1944 | Rosario Central – CA Platense 3:1 René Olivares, Rubén Bravo (2, 1k) - Roberto Torielli                                       |
| 30 lipca 1944 | San Lorenzo de Almagro – Independiente 1:1 Rinaldo Martino - Fernando Walter                                                  |
| 30 lipca 1944 | CA Vélez Sarsfield – CA Huracán 1:3 Juan J. Ferraro - Atilio Mellone (2), Jorge Alberto k                                     |

### Kolejka 16
| Data            | Mecz |
| --------------- | --- |
| 6 sierpnia 1944 | CA Banfield – Newell’s Old Boys 0:2 Humberto Fiore, Juan S. Ferreyra                                                           |
| 6 sierpnia 1944 | Chacarita Juniors – Estudiantes La Plata 2:2 Luis Lanchini, Eusebio Urruzmendy - Fortunato Desagastizábal, Manuel Pelegrina    |
| 6 sierpnia 1944 | Ferro Carril Oeste – Boca Juniors 0:2 Pio Corcuera, Mariano Sánchez                                                            |
| 6 sierpnia 1944 | Racing Club de Avellaneda – CA Platense 3:0 José Barreiro (2), Roberto D’Alessandro                                            |
| 6 sierpnia 1944 | River Plate – Independiente 4:4 Joaquín Martínez, Juan C. Muñoz (2), Adolfo Pedernera - Arsenio Erico (2), Fernando Walter (2) |
| 6 sierpnia 1944 | Rosario Central – Club Atlético Lanús 4:1 Rubén Bravo (2), Benjamín Santos, René Olivares - Luis Arrieta                       |
| 6 sierpnia 1944 | San Lorenzo de Almagro – CA Huracán 2:2 Roberto Alarcón (2) - Atilio Mellone, Emilio Baldonedo                                 |
| 6 sierpnia 1944 | CA Vélez Sarsfield – Atlanta Buenos Aires 3:3 Osvaldo Bottini, Isaac Sclair (2) - Vicente Zito (2), Domingo Raele              |

### Kolejka 17
| Data             | Mecz |
| ---------------- | --- |
| 13 sierpnia 1944 | Atlanta Buenos Aires – San Lorenzo de Almagro 2:0 José Liztherman (2) mecz rozegrany został na stadionie klubu Chacarita Juniors                              |
| 13 sierpnia 1944 | Boca Juniors – Chacarita Juniors 6:2 Severino Varela (3, 1k), Mario Boyé, Carlos Sosa, Enrique Vilanoba - Juan C. Lorenzo, Octavio Caserio                    |
| 13 sierpnia 1944 | Estudiantes La Plata – CA Vélez Sarsfield 3:1 Julio Gagliardo, Saúl Ongaro k, Fortunato Desagastizábal - Isaac Scliar                                         |
| 13 sierpnia 1944 | CA Huracán – River Plate 4:1 Atilio Mellone (2), Norberto Méndez, Juan C. Salvini - Alberto Gallo mecz rozegrany został na stadionie klubu Ferro Carril Oeste |
| 13 sierpnia 1944 | Independiente – CA Banfield 7:0 Fernando Walter (2), Arsenio Erico (3), Vicente de la Mata (2, 1k)                                                            |
| 13 sierpnia 1944 | Club Atlético Lanús – Newell’s Old Boys 3:2 Luis Arrieta (2), Oscar Contreras - Ángel Perucca, Humberto Fiore                                                 |
| 13 sierpnia 1944 | CA Platense – Ferro Carril Oeste 3:0 Roberto Torielli, Luis M. Rongo, Eduardo Ricagni                                                                         |
| 13 sierpnia 1944 | Rosario Central – Racing Club de Avellaneda 1:2 René Olivares - Roberto D’Alessandro (2)                                                                      |

### Kolejka 18
| Data             | Mecz |
| ---------------- | --- |
| 20 sierpnia 1944 | CA Banfield – CA Huracán 1:3 José L. Walter - Emilio Baldonedo, Atilio Mellone, Delfín Unzué                                                                                     |
| 20 sierpnia 1944 | Chacarita Juniors – CA Platense 2:1 José A.Piano s, Eusebio Urruzmendy - Luis M. Rongo                                                                                           |
| 20 sierpnia 1944 | Ferro Carril Oeste – Rosario Central 0:0 |
| 20 sierpnia 1944 | Newell’s Old Boys – Independiente 2:0 Carlos Cirico, Humberto Fiore |
| 20 sierpnia 1944 | Racing Club de Avellaneda – Club Atlético Lanús 1:0 Enrique García |
| 20 sierpnia 1944 | River Plate – Atlanta Buenos Aires 4:2 Alberto Gallo, Ángel Labruna, Félix Loustau (2) - Julio Rosell, Francisco Rodríguez                                                       |
| 20 sierpnia 1944 | San Lorenzo de Almagro – Estudiantes La Plata 1:5 Rinaldo Martino k - Ricardo Infante (3), Juan J. Negri, Manuel Pelegrina mecz rozegrany został na stadionie klubu Boca Juniors |
| 20 sierpnia 1944 | CA Vélez Sarsfield – Boca Juniors 1:4 Blas Angrisano k - Mariano Sánchez, Máximo Orué s, Pio Corcuera (2)                                                                        |

### Kolejka 19
| Data             | Mecz |
| ---------------- | --- |
| 27 sierpnia 1944 | Atlanta Buenos Aires – CA Banfield 3:3 Vicente Zito (2), José Bedia k - Jorge Alcalde (3) |
| 27 sierpnia 1944 | Boca Juniors – San Lorenzo de Almagro 2:1 Pio Corcuera, Jaime Sarlanga - Francisco de la Mata |
| 27 sierpnia 1944 | Estudiantes La Plata – River Plate 2:3 Ricardo Infante (2) - Juan C. Muñoz, Alberto Gallo, Ángel Labruna |
| 27 sierpnia 1944 | CA Huracán – Newell’s Old Boys 5:3 Nicolás Bustos s, Atilio Mellone (2), Jorge Alberti k, Delfín Unzué - Carlos Cirico, Ángel Perucca, Raúl Micci mecz rozegrany został na stadionie klubu Ferro Carril Oeste |
| 27 sierpnia 1944 | Club Atlético Lanús – Independiente 2:4 Juan M. Romay, Luis Arrieta - Fernando Walter (2), Vicente de la Mata, Juan J. Olivero                                                                                |
| 27 sierpnia 1944 | CA Platense – CA Vélez Sarsfield 3:2 Francisco Dorado, Juan S. Prado, Luis M. Rongo - Juan J. Ferraro (2) |
| 27 sierpnia 1944 | Racing Club de Avellaneda – Ferro Carril Oeste 1:2 Ezra Sued - Raúl Emeal, Ángel Laferrara |
| 27 sierpnia 1944 | Rosario Central – Chacarita Juniors 4:0 Benjamín Santos (2), Rubén Marracino, Rubén Bravo |

### Kolejka 20
| Data            | Mecz |
| --------------- | --- |
| 3 września 1944 | CA Banfield – Estudiantes La Plata 1:1 Fernando Sánchez - Ricardo Infante                                                   |
| 3 września 1944 | Chacarita Juniors – Racing Club de Avellaneda 0:0                                                                           |
| 3 września 1944 | Ferro Carril Oeste – Club Atlético Lanús 2:0 Bernardo Gandulla (2)                                                          |
| 3 września 1944 | Independiente – CA Huracán 0:2 Atilio Mellone, Norberto Méndez                                                              |
| 3 września 1944 | Newell’s Old Boys – Atlanta Buenos Aires 2:4 Raúl Micci (2) - Francisco Rodríguez, Vicente Zito, José Bedia k, Julio Rosell |
| 3 września 1944 | River Plate – Boca Juniors 0:1 Severino Varela                                                                              |
| 3 września 1944 | San Lorenzo de Almagro – CA Platense 1:1 Francisco de la Mata - Francisco Dorado                                            |
| 3 września 1944 | CA Vélez Sarsfield – Rosario Central 3:0 Osvaldo Bottini, Ángel S. Fernández, Salvador Di Bella                             |

### Kolejka 21
| Data             | Mecz |
| ---------------- | --- |
| 10 września 1944 | Atlanta Buenos Aires – Independiente 0:0 mecz rozegrany został na stadionie klubu Chacarita Juniors                                   |
| 10 września 1944 | Boca Juniors – CA Banfield 4:0 Pio Corcuera, Jaime Sarlanga (3)                                                                       |
| 10 września 1944 | Estudiantes La Plata – Newell’s Old Boys 1:0 Ricardo Infante                                                                          |
| 10 września 1944 | Ferro Carril Oeste – Chacarita Juniors 3:1 José Díaz s, Raúl Emeal, Ángel Laferrara - Fabio Cassán                                    |
| 10 września 1944 | Club Atlético Lanús – CA Huracán 2:3 Ezequiel Reynoso (2) - Norberto Méndez, Atilio Mellone, Mario Filippo s                          |
| 10 września 1944 | CA Platense – River Plate 2:3 Juan S. Prado, José Canteli - Ángel Labruna (2), Antonio Iglesias s                                     |
| 10 września 1944 | Racing Club de Avellaneda – CA Vélez Sarsfield 4:2 José Barreiro, Ezra Sued, Roberto D’Alessandro (2) - Juan J. Ferraro, Isaac Scliar |
| 10 września 1944 | Rosario Central – San Lorenzo de Almagro 2:2 Rubén Bravo, Alberto Giménez - Francisco de la Mata, Ángel Zubieta k                     |

### Kolejka 22
| Data             | Mecz |
| ---------------- | --- |
| 17 września 1944 | CA Banfield – CA Platense 1:1 Castagnino - Héctor Gualdone s                                                                                             |
| 17 września 1944 | Chacarita Juniors – Club Atlético Lanús 3:1 Octavio Caserio, Atilio Ducca s, Fabio Cassán - Juan M. Romay                                                |
| 17 września 1944 | CA Huracán – Atlanta Buenos Aires 2:2 Emilio Baldonedo, Atilio Mellone - Luciano Agnolín (2) mecz rozegrany został na stadionie klubu Ferro Carril Oeste |
| 17 września 1944 | Independiente – Estudiantes La Plata 0:2 Ricardo Infante (2)                                                                                             |
| 17 września 1944 | Newell’s Old Boys – Boca Juniors 4:4 Enrique Pessarini, Humberto Fiore (2), Carlos Cirico - Juan C. Sobrero s, Jaime Sarlanga, Pio Corcuera, Mario Boyé  |
| 17 września 1944 | River Plate – Rosario Central 0:0 |
| 17 września 1944 | San Lorenzo de Almagro – Racing Club de Avellaneda 0:0                                                                                                   |
| 17 września 1944 | CA Vélez Sarsfield – Ferro Carril Oeste 2:1 Osvaldo Bottini, Blas Angrisano k - Delfín Benítez Cáceres                                                   |

### Kolejka 23
| Data             | Mecz |
| ---------------- | --- |
| 24 września 1944 | Boca Juniors – Independiente 2:2 Alberto Lijé, Mario Boyé - Norberto Pairoux, Arsenio Erico                                         |
| 24 września 1944 | Chacarita Juniors – CA Vélez Sarsfield 1:1 Octavio Caserio - Isaac Scliar                                                           |
| 24 września 1944 | Estudiantes La Plata – CA Huracán 3:1 Julio Gagliardo, Ricardo Infante, Manuel Pelegrina - Emilio Baldonedo                         |
| 24 września 1944 | Ferro Carril Oeste – San Lorenzo de Almagro 2:3 Ángel Laferrara, José A. Lazcano - Rinaldo Martino, Roberto Alarcón, Héctor Tablada |
| 24 września 1944 | Club Atlético Lanús – Atlanta Buenos Aires 0:4 Vicente Zito (2), Pascual Bertarelli, Francisco Rodríguez                            |
| 24 września 1944 | CA Platense – Newell’s Old Boys 4:2 Luis M. Rongo (4) - Carlos Cirico (2)                                                           |
| 24 września 1944 | Racing Club de Avellaneda – River Plate 3:1 Ricardo Vaghi s, Félix Díaz, Roberto D’Alessandro - Félix Loustau                       |
| 24 września 1944 | Rosario Central – CA Banfield 2:2 René Olivares, Rubén Marracino - Castagnino, F. De Sanctis k                                      |

### Kolejka 24
| Data                | Mecz |
| ------------------- | --- |
| 8 października 1944 | Atlanta Buenos Aires – Estudiantes La Plata 3:2 Ángel Lapresa, Luciano Agnolín (2) - Julián Gutiérrez (2)                                                   |
| 8 października 1944 | CA Banfield – Racing Club de Avellaneda 2:4 Armando Farro, Jorge Alcalde - Félix Díaz (2), Ezra Sued, Roberto D’Alessandro                                  |
| 8 października 1944 | CA Huracán – Boca Juniors 2:4 Juan C. Salvini, Atilio Mellone - Mario Boyé (3), Mariano Sánchez mecz rozegrany został na stadionie klubu Ferro Carril Oeste |
| 8 października 1944 | Independiente – CA Platense 5:3 Arsenio Erico (2), Norberto Pairoux (2), Vicente de la Mata - Luis M. Rongo, Alberto Belén, José Canteli                    |
| 8 października 1944 | Newell’s Old Boys – Rosario Central 1:1 René Pontoni - René Olivares                                                                                        |
| 8 października 1944 | River Plate – Ferro Carril Oeste 2:2 Adolfo Pedernera, Juan C. Muñoz - Rodolfo Danza, Francisco Páez                                                        |
| 8 października 1944 | San Lorenzo de Almagro – Chacarita Juniors 4:2 Tomás Etchepare (2), Rinaldo Martino, Héctor Tablada - Eusebio Urruzmendy, Manuel Aragüez                    |
| 8 października 1944 | CA Vélez Sarsfield – Club Atlético Lanús 1:1 Juan J. Ferraro - Isidoro Orleans                                                                              |

### Kolejka 25
| Data                 | Mecz |
| -------------------- | --- |
| 22 października 1944 | Boca Juniors – Atlanta Buenos Aires 2:0 Severino Varela, Mariano Sánchez                                                                                       |
| 22 października 1944 | Chacarita Juniors – River Plate 0:0 |
| 22 października 1944 | Ferro Carril Oeste – CA Banfield 2:4 Ángel Laferrara, Francisco Páez - Arnaldo Vázquez s, Herminio Masantonio (2), Salvador Laporta                            |
| 22 października 1944 | Club Atlético Lanús – Estudiantes La Plata 1:1 Luis Arrieta - Manuel Pelegrina                                                                                 |
| 22 października 1944 | CA Platense – CA Huracán 3:1 Juan S. Prado (2), Luis M. Rongo - Alfredo Runzer                                                                                 |
| 22 października 1944 | Racing Club de Avellaneda – Newell’s Old Boys 3:1 José Barreiro, Félix Díaz, Hugo Reyes - Carlos Cirico mecz rozegrany został na stadionie klubu Independiente |
| 22 października 1944 | CA Vélez Sarsfield – San Lorenzo de Almagro 2:0 Eduardo Heisecke, Juan J. Ferraro                                                                              |
| 27 października 1944 | Rosario Central – Independiente 4:1 Rubén Marracino, Rubén Bravo (2), Ángel De Cicco - Norberto Pairoux                                                        |

### Kolejka 26
| Data                 | Mecz |
| -------------------- | --- |
| 29 października 1944 | Atlanta Buenos Aires – CA Platense 1:2 Luciano Agnolín - Alberto Belén, Juan S. Prado                                                                  |
| 29 października 1944 | CA Banfield – Chacarita Juniors 1:1 Salvador Laporta - Mario Sierro                                                                                    |
| 29 października 1944 | Estudiantes La Plata – Boca Juniors 2:1 Juan J. Negri, Ricardo Infante - Mario Boyé                                                                    |
| 29 października 1944 | CA Huracán – Rosario Central 4:1 Emilio Baldonedo (3), Plácido Rodríguez - Rubén Marracino mecz rozegrany został na stadionie klubu Ferro Carril Oeste |
| 29 października 1944 | Independiente – Racing Club de Avellaneda 1:0 Fernando Walter k                                                                                        |
| 29 października 1944 | Newell’s Old Boys – Ferro Carril Oeste 3:1 René Pontoni (2), Humberto Fiore - Bernardo Gandulla                                                        |
| 29 października 1944 | River Plate – CA Vélez Sarsfield 3:0 Alberto Gallo, Juan C. Múñoz, Joaquín Martínez                                                                    |
| 29 października 1944 | San Lorenzo de Almagro – Club Atlético Lanús 4:0 Emilio Fizel, Rinaldo Martino, Roberto Alarcón (2)                                                    |

### Kolejka 27
| Data             | Mecz |
| ---------------- | --- |
| 5 listopada 1944 | Chacarita Juniors – Newell’s Old Boys 1:1 Fabio Cassán - Ángel Perucca                                        |
| 5 listopada 1944 | Ferro Carril Oeste – Independiente 2:1 Raúl Emeal, Francisco Páez - Arsenio Erico                             |
| 5 listopada 1944 | Club Atlético Lanús – Boca Juniors 1:4 Ezequiel Reynoso - Mario Boyé (2), Mariano Sánchez, Jaime Sarlanga     |
| 5 listopada 1944 | CA Platense – Estudiantes La Plata 0:2 Juan J. Negri, Manuel Pelegrina                                        |
| 5 listopada 1944 | Racing Club de Avellaneda – CA Huracán 1:0 Félix Díaz mecz rozegrany został na stadionie klubu River Plate    |
| 5 listopada 1944 | Rosario Central – Atlanta Buenos Aires 2:1 Rubén Marracino, Benjamín Santos - Luciano Agnolín                 |
| 5 listopada 1944 | San Lorenzo de Almagro – River Plate 2:2 Roberto Alarcón, Ángel Zubieta k - Adolfo Pedernera, Ángel Labruna k |
| 5 listopada 1944 | CA Vélez Sarsfield – CA Banfield 3:1 Osvaldo Bottini, Juan J. Ferraro (2) - Ernesto Mongelli                  |

### Kolejka 28
| Data              | Mecz |
| ----------------- | --- |
| 12 listopada 1944 | Atlanta Buenos Aires – Racing Club de Avellaneda 5:2 Luciano Agnolín (4), Francisco Rodríguez - Félix Díaz (2) mecz rozegrany został na stadionie klubu Chacarita Juniors |
| 12 listopada 1944 | CA Banfield – San Lorenzo de Almagro 1:1 Armando Farro - Francisco Antuña                                                                                                 |
| 12 listopada 1944 | Boca Juniors – CA Platense 2:2 Mariano Sánchez, Natalio Pescia - José Canteli (2) mecz rozegrany został na stadionie klubu Ferro Carril Oeste                             |
| 12 listopada 1944 | Estudiantes La Plata – Rosario Central 3:1 Juan J. Negri, Manuel Pelegrina (2) - Rubén Bravo                                                                              |
| 12 listopada 1944 | CA Huracán – Ferro Carril Oeste 1:3 Emilio Baldonedo - Bernardo Gandulla, José A. Lazcano, Mateo Pont mecz rozegrany został na stadionie klubu San Lorenzo de Almagro     |
| 12 listopada 1944 | Independiente – Chacarita Juniors 3:1 Norberto Pairoux (2), Juan J. Olivero - Marcos Busico                                                                               |
| 12 listopada 1944 | Newell’s Old Boys – CA Vélez Sarsfield 3:2 Ángel Perucca, Humberto Fiore (2) - Osvaldo Bottini (2)                                                                        |
| 12 listopada 1944 | River Plate – Club Atlético Lanús 2:0 Alberto Gallo, Ángel Labruna mecz rozegrany został na stadionie klubu Platense                                                      |

### Kolejka 29
| Data              | Mecz |
| ----------------- | --- |
| 18 listopada 1944 | Racing Club de Avellaneda – Estudiantes La Plata 6:4 Enrique Boero (2, 2k), Hugo Reyes, Félix Díaz, Roberto D’Alessandro (2) - Manuel Pelegrina, Saúl Ongaro k, Walter Garcerón, Ricardo Infante k mecz rozegrany został na stadionie klubu San Lorenzo de Almagro |
| 19 listopada 1944 | Club Atlético Lanús – CA Platense 3:1 Juan M. Romay (2), Antonio Iglesias s - Roberto Torielli |
| 19 listopada 1944 | River Plate – CA Banfield 5:4 Juan C. Muñoz (2), Aristóbulo Deambrosi, Ángel Labruna (2, 1k) - Ernesto Mongelli (2), Armando Farro, Castagnino |
| 19 listopada 1944 | Rosario Central – Boca Juniors 2:2 Víctor Valussi s, Rubén Bravo - Mariano Sánchez, Pio Corcuera mecz rozegrany został na stadionie klubu Newell's Old Boys |
| 19 listopada 1944 | San Lorenzo de Almagro – Newell’s Old Boys 2:1 Francisco Antuña, Rinaldo Martino - Humberto Fiore |
| 19 listopada 1944 | CA Vélez Sarsfield – Independiente 0:1 Fernando Walter |
| 22 listopada 1944 | Chacarita Juniors – CA Huracán 6:3 José Díaz, Ernesto Liztherman, Fabio Cassán (2), Luis Lanchini, Carlos Marinelli s - Atilio Mellone (2), Emilio Baldonedo |
| 23 listopada 1944 | Ferro Carril Oeste – Atlanta Buenos Aires 3:3 Raúl Emeal, José A. Lazcano, Ángel Laferrara - Luciano Agnolín (2), Vicente Zito mecz rozegrany został na stadionie klubu San Lorenzo de Almagro                                                                     |

### Kolejka 30
| Data              | Mecz |
| ----------------- | --- |
| 25 listopada 1944 | Estudiantes La Plata – Ferro Carril Oeste 5:0 Ricardo Infante, Julio Gagliardo, Fortunato Desagastizábal (2), Juan J. Negri                                                                      |
| 26 listopada 1944 | Atlanta Buenos Aires – Chacarita Juniors 7:2 Luciano Agnolín (5), Vicente Zito (2) - Manuel Rodríguez s, Juan C. Lorenzo                                                                         |
| 26 listopada 1944 | CA Banfield – Club Atlético Lanús 3:1 Jorge Alcalde, Armando Farro, Orlando D’Andrea - Oscar Contreras                                                                                           |
| 26 listopada 1944 | Boca Juniors – Racing Club de Avellaneda 3:0 Pio Corcuera (2), José M. Marante k mecz rozegrany został na stadionie klubu River Plate                                                            |
| 26 listopada 1944 | CA Huracán – CA Vélez Sarsfield 2:4 Norberto Méndez, Héctor Cuenya s - Ángel S. Fernández, Eduardo Heisecke, Osvaldo Bottini (2) mecz rozegrany został na stadionie klubu San Lorenzo de Almagro |
| 26 listopada 1944 | Independiente – San Lorenzo de Almagro 0:0 |
| 26 listopada 1944 | Newell’s Old Boys – River Plate 3:5 Raúl Micci (2), Norberto Yácono s - Ángel Labruna (3), Aristóbulo Deambrosi, Alberto Gallo                                                                   |
| 26 listopada 1944 | CA Platense – Rosario Central 7:3 José Canteli (3), Roberto Torielli, Raúl Frutos, Alberto Belén, Manuel Dorado - Waldino Aguirre (2), Benjamín Santos                                           |

### Końcowa tabela sezonu 1944
| Poz | Klub                      | Mecze | Zw | Rem | Por | Pkt | BrZd | BrStr |
| --- | ------------------------- | ----- | -- | --- | --- | --- | ---- | ----- |
| 1   | Boca Juniors              | 30    | 19 | 8   | 3   | 46  | 82   | 41    |
| 2   | River Plate               | 30    | 17 | 10  | 3   | 44  | 68   | 43    |
| 3   | Estudiantes La Plata      | 30    | 16 | 7   | 7   | 39  | 66   | 43    |
| 4   | San Lorenzo de Almagro    | 30    | 12 | 10  | 8   | 34  | 61   | 49    |
| 5   | Independiente             | 30    | 11 | 11  | 8   | 33  | 55   | 45    |
| 6   | Racing Club de Avellaneda | 30    | 13 | 6   | 11  | 32  | 56   | 55    |
| 7   | CA Huracán                | 30    | 13 | 5   | 12  | 31  | 80   | 72    |
| 8   | Atlanta Buenos Aires      | 30    | 11 | 9   | 10  | 31  | 63   | 58    |
| 9   | Newell’s Old Boys         | 30    | 10 | 7   | 13  | 27  | 63   | 62    |
| 10  | CA Vélez Sarsfield        | 30    | 10 | 7   | 13  | 27  | 45   | 49    |
| 11  | Rosario Central           | 30    | 9  | 9   | 12  | 27  | 50   | 56    |
| 12  | CA Platense               | 30    | 9  | 6   | 15  | 24  | 62   | 72    |
| 13  | Ferro Carril Oeste        | 30    | 7  | 9   | 14  | 23  | 44   | 67    |
| 14  | Club Atlético Lanús       | 30    | 7  | 8   | 15  | 22  | 38   | 65    |
| 15  | Chacarita Juniors         | 30    | 6  | 9   | 15  | 21  | 43   | 69    |
| 16  | CA Banfield               | 30    | 4  | 11  | 15  | 19  | 47   | 77    |

### Klasyfikacja strzelców bramek 1944
| Gole | Piłkarz              | Klub                      |
| ---- | -------------------- | ------------------------- |
| 26   | Atilio Mellone       | CA Huracán                |
| 25   | Ángel Labruna        | River Plate               |
| 21   | Luciano Agnolín      | Atlanta Buenos Aires      |
| 21   | Rinaldo Martino      | San Lorenzo de Almagro    |
| 19   | Rubén Bravo          | Rosario Central           |
| 19   | Roberto D'Alessandro | Racing Club de Avellaneda |
| 19   | Ricardo Infante      | Estudiantes La Plata      |